# L'Egipci (profeta)
L'Egipci va ser un profeta de tipus messiànic aparegut a Judea durant el govern del procurador Antoni Fèlix (52-60 dC) va aplegar «quatre mil sicaris», segons (Fets dels Apòstols 21,38), Flavi Josep parla de trenta mil, (Guerra 2,258), i els portà al desert, i d'allí a la muntanya de les Oliveres. L'Egipci havia anunciat que, per ordre seva, les muralles de Jerusalem s'enfonsarien, a l'estil de les muralles de Jericó en temps de Josuè, i que entrarien triomfalment a Jerusalem, instaurant un règim polític i religiós basat exclusivament en la Llei jueva.
- Veure Messies